# Kroatische Eishockeyliga 1993/94
Die Saison 1993/94 war die dritte Spielzeit der kroatischen Eishockeyliga, der höchsten kroatischen Eishockeyspielklasse. Meister wurde zum insgesamt dritten Mal in der Vereinsgeschichte der KHL Zagreb.

## Modus
In der Hauptrunde absolvierte jede der vier Mannschaften insgesamt 13 Spiele. Alle vier Mannschaften qualifizierten sich für die Playoffs, in denen der Meister ausgespielt wurde. Für einen Sieg erhielt jede Mannschaft zwei Punkte, bei einem Unentschieden gab es einen Punkt und bei einer Niederlage null Punkte.

## Hauptrunde
|    | Klub                 | Sp | S  | U | N  | Tore   | Punkte |
| -- | -------------------- | -- | -- | - | -- | ------ | ------ |
| 1. | KHL Zagreb           | 13 | 10 | 1 | 2  | 88:32  | 21     |
| 2. | KHL Medveščak Zagreb | 13 | 10 | 1 | 2  | 130:52 | 21     |
| 3. | KHL Mladost Zagreb   | 13 | 5  | 0 | 8  | 78:85  | 10     |
| 4. | INA Sisak            | 13 | 1  | 0 | 12 | 31:158 | 2      |

Sp = Spiele, S = Siege, U = Unentschieden, N = Niederlagen

## Playoffs

### Halbfinale
- KHL Zagreb – INA Sisak 2:0 (14:3, 25:1)
- KHL Medveščak Zagreb – KHL Mladost Zagreb 2:0 (13:3, 12:4)

### Serie um Platz drei
- KHL Mladost Zagreb – INA Sisak 2:0 (11:4, 9:2)

### Finale
- KHL Zagreb – KHL Medveščak Zagreb 3:2 (6:1, 4:1, 4:5, 2:5, 2:1)